# 아나스타샤 린
아나스타샤 린(Anastasia Lin, 1990년 1월 1일 ~ )은 캐나다의 배우, 모델, 인권 운동가이다. 2015년 미스 월드 캐나다 우승자이다.

## 중국 입국 거부 논란
2015 미스 월드 캐나다 우승자로서 캐나다 대표로 중국에서 개최될 미스 월드 2015에 참가하려했다. 하지만 중국 당국은 린이 기피 인물이란 이유로 비자 발급을 거부했다. 이후 린은 홍콩을 통해서 입국하려 했으나 다시 한 번 비자 발급을 거부당했다. 중국 측은 비자 발급 거부 사유를 밝히지 않았다. 이러한 린의 상황은 세계 유수 매체들에게 알려졌으며 언론들은 이를 대서특필했다.
전문가들은 과거 린이 중국의 인권 유린에 대해 비판한 것과 작품들에서 고른 역할들 때문에 중국 입국이 거부당했을 거라고 추측한다. 이러한 린의 사례는 중국 당국이 국경을 넘어서도 정치적인 압력을 가하는 걸 보여주는 방증이다.